# Showbiz
Showbiz is het debuutalbum van de Britse rockgroep Muse.
Het album werd wereldwijd op 4 oktober 1999 uitgebracht door Mushroom Records, en werd geproduceerd door John Leckie en Paul Reeve.
Muse begon eind 1998 aan de opnamen van hun debuut in de RAK Studio's in Londen en de Sawmills Studio in Cornwall. Dit duurde voort tot mei 1999. Na het uitkomen werd het album platina in het Verenigd Koninkrijk. Showbiz, dat door de pers veelal vergeleken werd met het werk van Radiohead, werd meer dan 700.000 maal verkocht en bereikte plaats 29 in de UK Album Chart. Het album kende vijf singles: "Uno", "Cave", "Muscle Museum", "Sunburn" en "Unintended".

## Opnamen
De nummers die uiteindelijk op het album zouden belanden, waren alle al voor 1998 geschreven. Met pakweg 50 nummers als repertoire begon Muse eind 1998 aan het werk voor het album. De producer van het geheel werd John Leckie, die collega's was met Dennis Smith (de eigenaar van Sawmills Studio's, waar de ep Muse ontstond). De band ontmoette Leckie doordat hij vaak naar hun optredens kwam kijken. Toen Muse dicht bij het tekenen van een platencontract was, liet Leckie weten dat hij graag hun debuut wilde produceren.
De opnamen vonden plaats in de RAK Studio's in Londen. Die locatie werd door Leckie uitgekozen. Muse zat tegelijkertijd met The Cure en Pavement in de studio, waardoor de drie bands veel met elkaar optrokken. Muse spendeerde in totaal vier weken in Londen; de rest van het werk werd verzet in de Sawmills Studio's in Cornwall. De dagelijkse routine voor de band was om rond 4 uur te arriveren en pas 's avonds serieus aan het werk te gaan. Zanger Matthew Bellamy kreeg veel inspiratie van Leckie, die hem tijdens de opnamen introduceerde aan artiesten zoals Tom Waits. Leckie ondervond tijdens de sessies dat Muse nog maar weinig studio-ervaring had, en probeerde ze op dat gebied te helpen. Zo liet Leckie de band onder andere experimenteren met de plaatsing van instrumenten.
Vier nummers werden door Muse mede-geproduceerd. Dat kwam doordat de nummers al eerder een keer opgenomen waren voor de ep's of demo's, waardoor er alleen nog een engineer bij betrokken moest worden. In mei waren de opnamen afgerond.

## Teksten
De teksten van Showbiz handelden veelal over liefde, verdriet, gevoelens en problemen. NME noemde de band in die periode ook wel "angst rockers". Bellamy: "Ik worstelde in die tijd met allerlei problemen. Problemen zoals iedereen die heeft. Via zulke teksten kwam ik er uiteindelijk uit. Gevoelsmatig dan. Want het is niet dat ik er de oplossing door vond. Het was een kwestie van negatieve energie kwijtraken via woorden." Bellamy in de NME in 1999: "Ik heb altijd problemen gehad... het is een soort existentialisme, denk ik. Als iedereen mijn problemen zou hebben, zou de wereld een enge plek zijn. We klinken nu als de muziek die ik luisterde toen ik jong was. Dat emotionele spul dat me goed deed voelen omdat ik hoorde dat er iemand was die hetzelfde wil zeggen als ik."
Als onderwerpen voor de teksten noemt Bellamy onder andere Teignmouth (waar de band opgroeide en elkaar leerden kennen) en de emoties die daaraan gekoppeld zijn: "De emoties hebben een negatieve bron. Alleen op die manier houd ik er uiteindelijk een positief gevoel aan over. Veel songs gaan over het stadje waar ik ben opgegroeid en de gevoelens die die plek hebben losgemaakt. Daar zit dus weinig positiefs tussen. In songs als "Muscle Museum" en "Showbiz" zit weer een ander gevoel, maar ook dat is terug te voeren op onze afkomst. Wij drieën tegen de rest van de wereld. In het uiten van die gevoelens, ga ik soms een beetje over the top, ik weet het, maar dat moet dan maar, het is in ieder geval gemeend en realistisch." Dat de teksten niet in het bijgeleverde boekje te zien zijn heeft een reden: Bellamy wilde niet dat mensen de tekst als een losstaand geheel zagen en dat ze alleen naar de tekst kijken zonder de muziek erbij te horen.

## Uitgave en ontvangst
Showbiz verscheen in Frankrijk al op 7 september 1999. In de Verenigde Staten verscheen het album op 28 september, een week voor de wereldwijde uitgave-datum van 4 oktober. Muse had in 1999 verschillende platencontracten bij kleine labels, waardoor de platenmaatschappij per land kon verschillen. Zo werd Showbiz uitgegeven door onder andere Naïve (Frankrijk), PIAS (Benelux), Motor (Duitsland) en Avex (Japan). Naast het album zelf werden er in de Verenigde Staten, het Verenigd Koninkrijk en Japan promo's verspreid. Er waren twee re-issues: in 2006 bracht East West Records het album opnieuw uit in het Verenigd Koninkrijk en in augustus 2009 bracht Warner een dubbele 12-inch uit ter ere van het 10-jarig jubileum van Showbiz. Bij de uitgave van PIAS zat een bonus-cd, met daarop de eerste acht tracks die ook op de Japanse ep Random 1-8 staan: zes B-kantjes en twee live uitvoeringen.
Het album werd wereldwijd meer dan 700.000 keer verkocht. In het Verenigd Koninkrijk werden er meer dan 300.000 exemplaren van verkocht. Dit leverde Showbiz een platina-status op. Op de UK Album Chart belandde het album op de 29e plaats. In Nederland behaalde het album een 53e plaats in de Album Top 100. Het album kende vijf singles: "Uno", "Cave", "Muscle Museum", "Sunburn" en "Unintended". Laatstgenoemde haalde als eerste Muse-single de top 20 in het Verenigd Koninkrijk.
Showbiz werd kreeg gemiddelde kritieken van de muziekpers. De algemene consensus was dat Muse's debuut veel raakvlakken had met Radiohead. NME, dat onder andere "Cave" en "Fillip" uitlichtte, gaf het album een 6 uit 10: "Het probleem is dat Showbiz niet zo slim is als Muse denkt dat het is. Het is niet zo somber als Thom Yorke en de zijnen, maar het heeft ook niet altijd de kracht om je ziel te raken. Maar als ze soms te ver gaan, lijkt Muse's gevoel voor drama wel degelijk ergens op te slaan." Rolling Stone stelt dat Showbiz "Thom Yorke's voorliefde voor het enorme lijden evenaart - schreeuwen en het woord zelfdestructie klinken in het titelnummer - maar met net iets beter gevonden en ook ruiger dan hun tegenhangers". Het tijdschrift noemt de plaat "geen meesterwerk, maar wel passievol, luid en ook onverwacht subtiel".

## Nummers
Alle muziek en teksten zijn geschreven door Matthew Bellamy. 
| 1.                 | Sunburn                   | 3:54 |
| 2.                 | Muscle Museum             | 4:23 |
| 3.                 | Fillip                    | 4:01 |
| 4.                 | Falling Down              | 4:34 |
| 5.                 | Cave                      | 4:46 |
| 6.                 | Showbiz                   | 5:16 |
| 7.                 | Unintended                | 3:57 |
| 8.                 | Uno                       | 3:38 |
| 9.                 | Sober                     | 4:04 |
| 10.                | Escape                    | 3:31 |
| 11.                | Overdue                   | 3:31 |
| 12.                | Hate This & I'll Love You | 5:09 |
| Totale duur: 49:36 |                           |      |

| Nr. | Titel         | Duur |
| --- | ------------- | ---- |
| 13. | Spiral Static | 4:44 |

| Nr. | Titel                     | Duur |
| --- | ------------------------- | ---- |
| 10. | Spiral Static             | 4:44 |
| 11. | Escape                    | 3:31 |
| 12. | Overdue                   | 3:31 |
| 13. | Hate This & I'll Love You | 5:09 |

## Medewerkers
- Muse - creatie, coproductie
  - Matthew Bellamy - zang, gitaar, piano, keyboard, hammondorgel, artwork
  - Christopher Wolstenholme - basgitaar
  - Dominic Howard - drums
- John Leckie - productie, mixing
- Paul Reeve - productie, mixing, achtergrondzang
- Tanya Andrew - artwork
- Craig Gentle - artwork
- Ralf Strathmann - fotografie
- Frederic Gresse - fotografie

## Hitnotering
| Showbiz in de Nederlandse Album Top 100 - binnen: 22-01-2000 | Showbiz in de Nederlandse Album Top 100 - binnen: 22-01-2000 | Showbiz in de Nederlandse Album Top 100 - binnen: 22-01-2000 | Showbiz in de Nederlandse Album Top 100 - binnen: 22-01-2000 | Showbiz in de Nederlandse Album Top 100 - binnen: 22-01-2000 | Showbiz in de Nederlandse Album Top 100 - binnen: 22-01-2000 | Showbiz in de Nederlandse Album Top 100 - binnen: 22-01-2000 | Showbiz in de Nederlandse Album Top 100 - binnen: 22-01-2000 | Showbiz in de Nederlandse Album Top 100 - binnen: 22-01-2000 | Showbiz in de Nederlandse Album Top 100 - binnen: 22-01-2000 | Showbiz in de Nederlandse Album Top 100 - binnen: 22-01-2000 | Showbiz in de Nederlandse Album Top 100 - binnen: 22-01-2000 | Showbiz in de Nederlandse Album Top 100 - binnen: 22-01-2000 | Showbiz in de Nederlandse Album Top 100 - binnen: 22-01-2000 | Showbiz in de Nederlandse Album Top 100 - binnen: 22-01-2000 | Showbiz in de Nederlandse Album Top 100 - binnen: 22-01-2000 | Showbiz in de Nederlandse Album Top 100 - binnen: 22-01-2000 | Showbiz in de Nederlandse Album Top 100 - binnen: 22-01-2000 | Showbiz in de Nederlandse Album Top 100 - binnen: 22-01-2000 | Showbiz in de Nederlandse Album Top 100 - binnen: 22-01-2000 | Showbiz in de Nederlandse Album Top 100 - binnen: 22-01-2000 | Showbiz in de Nederlandse Album Top 100 - binnen: 22-01-2000 | Showbiz in de Nederlandse Album Top 100 - binnen: 22-01-2000 |
| Week                                                         | 01                                                           | 02                                                           |                                                              | 03                                                           | 04                                                           | 05                                                           | 06                                                           | 07                                                           |                                                              | 08                                                           | 09                                                           | 10                                                           | 11                                                           |                                                              | 12                                                           |                                                              | 13                                                           | 14                                                           | 15                                                           | 16                                                           | 17                                                           |                                                              |
| ------------------------------------------------------------ | ------------------------------------------------------------ | ------------------------------------------------------------ | ------------------------------------------------------------ | ------------------------------------------------------------ | ------------------------------------------------------------ | ------------------------------------------------------------ | ------------------------------------------------------------ | ------------------------------------------------------------ | ------------------------------------------------------------ | ------------------------------------------------------------ | ------------------------------------------------------------ | ------------------------------------------------------------ | ------------------------------------------------------------ | ------------------------------------------------------------ | ------------------------------------------------------------ | ------------------------------------------------------------ | ------------------------------------------------------------ | ------------------------------------------------------------ | ------------------------------------------------------------ | ------------------------------------------------------------ | ------------------------------------------------------------ | ------------------------------------------------------------ |
| Nummer                                                       | 92                                                           | 92                                                           | uit                                                          | 59                                                           | 53                                                           | 64                                                           | 67                                                           | 90                                                           | uit                                                          | 73                                                           | 69                                                           | 88                                                           | 94                                                           | uit                                                          | 99                                                           | uit                                                          | 82                                                           | 70                                                           | 57                                                           | 65                                                           | 90                                                           | uit                                                          |